# Henry Venn (1796-1873)
Henry Venn (10 février 1796 - 13 janvier 1873) est un pasteur anglican reconnu comme l'un des plus grands stratèges missionnaires protestants du XIXe siècle. Il est un administrateur exceptionnel qui est secrétaire honoraire de la Church Mission Society de 1841 à 1873. Il est également un militant, dans la tradition de la Secte de Clapham, qui fait fréquemment pression sur le Parlement britannique sur les questions sociales de son époque, notamment pour assurer l'éradication totale de la traite négrière atlantique en conservant l'escadron ouest-africain de la Royal Navy . Il expose les principes de base des missions chrétiennes indigènes : celles-ci seront généralisées bien plus tard par le Congrès de Lausanne de 1974.

## Biographie
Fils de John Venn, recteur de Clapham, et petit-fils de Henry Venn, il est né à Clapham le 10 février 1796. Il s'inscrit au Queens' College de Cambridge en 1814, obtient un baccalauréat en tant que dix-neuvième wrangler en 1818 et est élu membre de son collège en janvier 1819. Il est diplômé MA en 1821 et BD en 1828 ,.
Il est ordonné diacre d'Ely en 1819, et prêtre en 1820, et peu après prend la cure de St Dunstan-in-the-West. En pratique, c'est une charge unique, et il y reste quatre ans. Il retourne à Cambridge en 1824, où il est chargé de cours, puis tuteur. Il est surveillant en 1825 et, pendant une courte période, chargé de cours du soir à Great St Mary's. En 1826, il est nommé par un vieil ami de sa famille, nommé Wilberforce, au poste de Drypool, Kingston upon Hull. Il démissionne de sa bourse en 1829 à son mariage. En 1834, il accepte la cure de St John's, Holloway, de Daniel Wilson qui est alors vicaire de l'église St Mary, Islington, qu'il occupe pendant douze ans. Il est nommé prébendier de la cathédrale Saint-Paul en 1846 .
Il démissionne de St John's en 1846 et se consacre au travail de la Church Missionary Society. Il est secrétaire honoraire pendant trente-deux ans, de 1841 à 1873 . Lorsqu'il entreprend le travail pour la première fois, il y a 107 membres du clergé européens employés par la Société, et neuf personnes locales. Lorsqu'il meurt en 1873, ces chiffres sont passés respectivement à 230 et 148. Pendant son mandat, 498 membres du clergé sont envoyés à l'étranger, tous passant sous son inspection; avec la plupart d'entre eux, il entretient, en tant que secrétaire, une correspondance régulière. Il participe à l'établissement de huit ou neuf évêchés pour la surintendance du clergé missionnaire et est souvent consulté dans les nominations faites . Venn et Rufus Anderson (en) du Conseil américain des commissaires pour les missions étrangères sont les premiers à utiliser le terme « église indigène » au milieu du XIXe siècle. Ils écrivent sur la nécessité de créer des églises dans le domaine des missions qui sont autosuffisantes, autogouvernées et autopropagées (Venn utilise le terme «auto-étendant») . Venn est souvent cité comme encourageant « l'euthanasie des missions », ce qui signifie que les missionnaires doivent être considérés comme des travailleurs temporaires et non permanents .
Dans le but d'endiguer la traite des esclaves sur la côte ouest de l'Afrique, Venn se consacre à développer le commerce des produits africains. Il fait envoyer de jeunes Africains en Angleterre pour apprendre les méthodes de préparation du coton, de l'huile de palme et d'autres articles de commerce ; et il rend visite à des amis à Manchester dans l'industrie du coton. Dans ses dernières années, sa position d'évangélique dans l'Église d'Angleterre est reconnue par son entrée dans deux commissions royales .
Venn est mort à 76 ans, à Mortlake, Surrey, où il a résidé pendant douze ans, le 13 janvier 1873, et est enterré dans le cimetière là-bas. Il y a un portrait de lui, par George Richmond, dans la salle de comité de la Church Missionary Society, et un relief en marbre dans la crypte de la Cathédrale Saint-Paul de Londres ,.
Henry est rappelé (avec Henry et John) dans l'Église d'Angleterre avec une commémoration le 1er juillet .

## Œuvres
Venn publie des sermons occasionnels et des brochures sur des questions soulevées dans son travail professionnel. Parmi ceux-ci figurent «Législation de l'Église coloniale», 1850; «Lord Langdale et le jugement Gorham», 1853; « Rétrospective et perspective des opérations de la Church Missionary Society », 1865. Ses seules œuvres de fond sont la «Vie et les lettres d'Henry Venn» (son grand-père), publiées pour la première fois en 1834; et sa « Vie missionnaire de Xavier », 1866, une tentative de construire la vie de François Xavier entièrement à partir de ses propres lettres .

## Famille
Le 21 janvier 1829, il épouse Martha, quatrième fille de Nicholas Sykes de Swanland, près de Hull  et ont le logicien et philosophe, John Venn.